# Битва при Павии (271)
Битва при Павии (или Битва при Тицине) — произошла в 271 году около города Павия, Италия. Битва была между армией римского императора Аврелиана и армией германского народа ютунгов.

## История

### Предыстория
В 271 году ютунги вторглись в Италию. Затем они разбили армию Аврелиана в Битве при Плацентии, и двинулись на Рим, но из-за поражения в Битве при Фано им пришлось отступить. Тогда ютунги запросили перемирие у Аврелиана, чтобы дойти до своей родины, но тот им отказал. Тогда ютунги пошли на север по Эмилиевой дороге. Аврелиан хотел добить армию ютунгов, чтобы восстановить испорченную репутацию из-за поражения в Битве при Плацентии и забрать их ресурсы. Поэтому Аврелиан начал погоню за армией ютунгов, выжидая удобного момента для нападения.

### Битва
Аврелиан напал на ютунгов, когда те выходили на равнины около Павии. Он смог разгромить всю армию ютунгов, за исключением одной колонны, которая смогла уйти через Альпы, но вскоре они объявились в Реции.

### Последствия
За победу Аврелиан получил почётный титул Германик Максим (Germanicus Maximus). Впоследствии ютунги не нападали на Рим, но римские граждане были потрясены поражением в Битве при Плацентии. В связи с ожиданием повторных набегов германских народов, Аврелиан возвёл новую систему стен вокруг Рима, известную как стена Аврелиана.